# Miura Kinnosuke

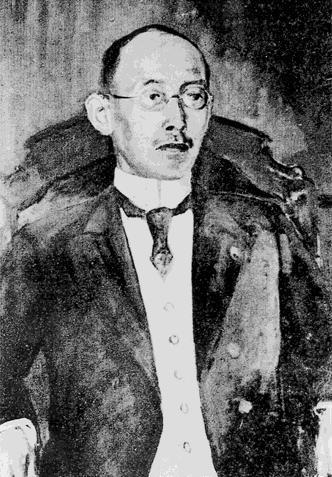
Miura Kinnosuke

Miura Kinnosuke (japanisch 三浦 謹之助; geboren 26. April 1864 in Takanarita (高成田村), Landkreis Date (伊達郡) in der Provinz Mutsu; gestorben 11. Oktober 1950) war ein japanischer Internist.

## Leben und Wirken
Miura Kinnosuke studierte Medizin an der Universität Tōkyō unter dem deutschen Arzt Erwin Bälz. 1889 ging Miura nach Europa, um sich in Deutschland und Frankreich weiter zu bilden. Nach seiner Rückkehr nach Japan wurde er Professor an seiner Alma Mater. Er wurde mehrfach von der kaiserlichen Familie zu Rate gezogen. Bei seinem Abschied aus der Universität beim Erreichen der Altersgrenze wurde er zum „Meiyo Kyōju“ ernannt.
Miura führte u. a. Untersuchungen durch zur Gerlier-Krankheit und beschäftigte sich mit Spulwürmern, fadenförmige Parasiten in menschlichen Eingeweiden.
Er war 1903 Mitbegründer der „Japanischen Gesellschaft für Neurologie“ (日本神経学会) und der "Japanischen Gesellschaft für Innere Medizin" (日本内科学会) 1904. 1906 wurde er Mitglied in der Akademie der Wissenschaften, 1949 wurde er mit dem Kulturorden ausgezeichnet und 1951 nachträglich als Person mit besonderen kulturellen Verdiensten geehrt.